# Audinghen
Audinghen is een gemeente in het Franse departement Pas-de-Calais (regio Hauts-de-France) en telt 554 inwoners (2004). De plaats maakt deel uit van het arrondissement Boulogne-sur-Mer.

## Geschiedenis
In de 10e eeuw werd Audinghen vermeld als Otidinghem, een eigennaam en -hem, wat woonplaats betekent.
In 1543 of 1544 zou de bevolking van Audinghen, die zijn toevlucht zocht in de kerk, daar verbrand zijn door Engelse bandieten. Tijdens de Tweede Wereldoorlog, in 1943, was Audinghen bezet door de nazi's en werd door de Engelsen gebombardeerd. De bevolking was al geëvacueerd en in het dorp kwamen instellingen voor de bouw van de Atlantikwall, waardoor dorp en omgeving een strategische functie hadden, mede door de nabijheid van Cap Gris-Nez. Na de oorlog werd het dorp herbouwd.

## Geografie
De gemeente ligt aan de Opaalkust. De oppervlakte van Audinghen bedraagt 13,2 km², de bevolkingsdichtheid is 42,0 inwoners per km².
De onderstaande kaart toont de ligging van Audinghen met de belangrijkste infrastructuur en aangrenzende gemeenten.
Audinghen ligt op een hoogte tussen 0 en 123 meter, aan de Opaalkust en het Nauw van Calais. Op het grondgebied van de gemeente ligt Cap Gris-Nez.

## Bezienswaardigheden
- Sint-Pieterskerk (Église Saint-Pierre).
- Calvaire d'Audinghen
- Atlantikwallmuseum (Musée du Mur de l'Atlantique)
- Cap Gris-Nez met Vuurtoren van Cap Gris-Nez
- Cran-aux-Oeufs
- Mottekasteel

## Demografie
Onderstaande figuur toont het verloop van het inwonertal (bron: INSEE-tellingen).

## Nabijgelegen kernen
Audresselles, Bazinghen, Tardinghen